# Вербецький Роман Васильович
Рома́н Васи́льович Вербе́цький (нар. 12 червня 1977 — пом. 31 січня 2015) — старший солдат Збройних сил України, учасники російсько-української війни.

## Життєпис
Закінчив ЗОШ села Курячівка, пройшов строкову військову службу в лавах Збройних Сил України.
2014 року добровольцем мобілізований, старший солдат 30-ї окремої механізованої бригади, командир бронетранспортера.
Загинув 31 лютого 2015-го під час артилерійського обстрілу терористами поміж населеними пунктами Чорнухине та Рідкодуб у боях за Дебальцеве. Був у списку загиблих, вивезених волонтерами із зони боїв.
Похований у селі Курячівка 13 лютого 2015-го.
Без Романа лишились мама і два брати.

## Нагороди та вшанування
- Указом Президента України № 9/2016 від 16 січня 2016 року, «за особисту мужність і високий професіоналізм, виявлені у захисті державного суверенітету та територіальної цілісності України, вірність військовій присязі», нагороджений орденом «За мужність» III ступеня (посмертно)[1].
- У лютому 2016 року в селі Курячівка на будівлі загальноосвітньої школи (вулиця Жовтнева, 91), де навчався Роман Вербецький, йому відкрито меморіальну дошку.
- Вшановується в меморіальному комплексі «Зала пам'яті», в щоденному ранковому церемоніалі 31 січня[2][3].